# Гурт Вертеп
«Вертеп» — український музичний гурт, також відомий як «Гурт мандрівних дяків Вертеп», або скорочено ГМД Вертеп; виконує world music з українськими мотивами.

## Історія
Заснований у 2001 році у місті Дніпрі. З сольними та фестивальними виступами гурт проїхав більшість концертних та фестивальних майданчиків України, гастролював у Польщі. Дискографія гурту налічує 8 офіційних альбомів і 2 макси-сингли; окремі композиції можна почути в музичних збірках.
Протягом свого існування гурт «Вертеп» створив спільні твори з різними музикантами, поетами, танцювальними колективами, театром, кіно, ТБ тощо.
Крім того, гурт традиційно відтворює різдвяний вертеп, пише композиції для радіо та телебачення, саундтреки до аудіокнижок, регулярно бере участь в різних мистецьких акціях, телепроєктах та фестивалях. Гурт виконує пісні на авторські та народні слова. В альбом «Віршоспіви» (2009) увійшли пісні на слова сучасних українських поетів Сергія Жадана, Юрія Покальчука, Мар'яна Савки та ін.
Гурт Вертеп взяв участь у записі альбому-компіляції Хор монгольських міліціонерів, для якого різні виконавці записали пісні на вірші Сергія Жадана. Альбом вийшов у 2007 році.
Гурт є складовою частиною Мистецької агенції «Арт-Вертеп».
Новий етап в розвитку гурту Вертеп розпочався у 2013 році. До колективу приєднуються — Віктор Чорнокнижний (баян, спів, музика, тексти, аранжування) та Оленка Калиняк (вокал, музика, аранжування). 
2013—2014 рік гурт активно підтримує Революцію Гідності, грає на Майданах Дніпра, Харкова, Полтави та ін.
З весни 2014 року — близько 500 концертів на Донбасі для українських воїнів[джерело?].
2015 рік — альбом МАМАЙ. Гайдамацькі пісні.
2016 рік — альбом Radio Friendly.
Піснею «Отче» гурт долучився до акції «Так працює пам'ять», присвяченої пам'яті Данила Дідіка і всім, хто віддав життя за незалежність України.

## Стиль
З 2007 року гурт грає в стилі етно-ф'южн, додаючи елементи джазу, артроку та багатьох інших музичних стилів, що цілісно можна окреслити як world music. Природний та органічний синтез танцювальних українських та балканських мелодій, музична лірика сходу і заходу, латиноамериканські та афро-азійські ритми, джазові стандарти та різновиди рок-музики в контексті європейського шансону, американської естради та слов'янського фольку разом з фірмовим вертепівським багатоголоссям і традиційними інструментами.

## Дискографія

### Студійні альбоми
- «АльбомQнет» (2001)
- «Підпілля» (2003)
- «Бучалчин Ґандж» (2006)
- «Віршоспіви» (2009)
- «Співаник» (2010)
- «Зельоно» (2011)
- «МАМАЙ. Гайдамацькі пісні» (2015)
- «Radio Friendly» (2016)

### Максі-сингли
- «Гайдамаки ще сплять» (2011)
- «Пісні ТерОборони» (2024)

### Збірки
- «Де що» (2003)
- «Хор монгольських міліціонерів» (2007)

## Учасники гурту

### Нинішні
- Тимофій Хом'як — вокал, перкусія, акустична гітара, музика, сопілки, дримба, автор та керівник проєкту (з 2001), бас-гітара (2001-2003)
- Настя Сердюк — вокал (з 2019)
- Олексій Бондаренко — вокал, акустична гітара, губна гармоніка (з 2001)
- Віктор Чорнокнижний — баян, вокал (з 2010)
- Микола Константінов — перкусія, вокал (з 2003)
- Андрій Попов — електрогітара (з 2008)
- Влад Лисан — скрипка, бас-гітара (з 2006)
- Антон Костильов — ударні (з 2018)
- Людмила Хом'як — менеджмент, виконавчий продюсер (з 2008)

### Колишні
- Олена Калиняк — вокал (2012—2019)
- Олена Завгородня — вокал, бандура (2009—2011)
- Оксана Бондар — вокал (2001—2006)
- Федір Бугай — баян (2001—2008, 2014)
- Сергій Супрун — гітари, вокал, музика (2003—2005)
- Олексій Сосницький — бас-гітара (2005—2010)
- Артем Кущ — клавішні інструменти (?)
- Роман Яцун — скрипка (?)
- Ігор Любченко — гітара, бас-гітара (?)
- Наталя Бабенко — скрипка (2001—2002)
- Дмитро Степанов (2003)

### Сесійні
- Андрій Карачун — запис, зведення, аранжування гітари (2006—2018)
- Дмитро Соловйов — клавішні інструменти (2001—2012)
- Сергій Горнак — трембіта, труба (2010)
- Андрій Карачун — гітари (2014)
- Сергій Букін — скрипка (?)
- Сергій Причисленко — акордеон (?)
- Георгій Хомяк — вокал (з 2015)
- Антоніна Гречка — вокал (?)
- Олена Литвиненко — вокал (?)

## Кліпи
| Рік                                     | Назва пісні                                          | \| Режисер(и) \| \| ---------- \| | Альбом                                                          |
| --------------------------------------- | ---------------------------------------------------- | --------------------------------- | --------------------------------------------------------------- |
| 2001                                    | Мсье Жорж                                            | Тимофій Хом'як                    | АльбомQнет                                                      |
| 2001                                    | Пес                                                  | Тимофій Хом'як                    | АльбомQнет                                                      |
| 2003                                    | Марена                                               |                                   | Підпілля                                                        |
| 2003                                    | Ой вигострю товариша (пісня на вірш Тараса Шевченка) | Максим Паленко                    |                                                                 |
| 2003                                    | Гіта (The House of the Rising Sun)                   | Вадим Йович                       | Бучалчин Ґандж                                                  |
| 2004                                    | Гайнемо Колядою                                      | Світлана Олешко                   | Бучалчин Ґандж                                                  |
| 2010                                    | Ключ                                                 | Максим Паленко                    | Бучалчин Ґандж Віршоспіви                                       |
| 2013                                    | Катерина (вірш Тараса Шевченка) (live)               | Сергій Проскурня                  |                                                                 |
| 2013                                    | Великодня або Ой прийшла весна (live)                |                                   |                                                                 |
| 2013                                    | Махновська (Гей гуляє полем курява по степах)        |                                   | Мамай. Гайдамацькі пісня                                        |
| 2014                                    | Група крові                                          | Ігнат Покровський (Псевдо)        | Мамай. Гайдамацькі пісня Radio Friendly. Джингли перемоги       |
| 2015                                    | Побратим                                             | Ігнат Покровський (Псевдо)        | Мамай. Гайдамацькі пісня Radio Friendly. Джингли перемоги       |
| 2015                                    | Чорний ворон (ДУК — Повернення з Пісків)             |                                   | Мамай. Гайдамацькі пісня                                        |
| 2015                                    | Лента за лентою (live)                               |                                   |                                                                 |
| 2015                                    | Чито гврито                                          | Тимофій Хом'як, Дмитро Розмериця  | Radio Friendly. Джингли перемоги                                |
| 2016                                    | Гімн України                                         | Тимофій Хом'як, Дмитро Розмериця  | Radio Friendly. Джингли перемоги                                |
| 2016                                    | РАЙ (А в нашого хазяїна)                             | Тимофій Хом'як, Дмитро Розмериця  | Radio Friendly. Джингли перемоги                                |
| 2016                                    | Капелан                                              | Тимофій Хом'як, Дмитро Розмериця  | Radio Friendly. Джингли перемоги                                |
| 2016                                    | Осінь                                                | Віталій Буштрюк, Тимофій Хом'як   | Radio Friendly. Джингли перемоги                                |
| 2016                                    | Марш полку Дніпро-1                                  | Дмитро Розмериця                  | Radio Friendly. Джингли перемоги                                |
| 2017                                    | Пісня про Корову                                     | Катерина Лагута                   | #ПУП (Поетів Українські Пісні)                                  |
| 2017                                    | Йона (feat. Сергій Жадан)                            | Тимофій Хом'як                    | Radio Friendly. Джингли перемоги #ПУП (Поетів Українські Пісні) |
| 2019                                    | Зрада і перемога                                     | Тимофій Хом'як                    | #ПУП (Поетів Українські Пісні)                                  |
| 2020                                    | Cover Ot vinta «Попереду жахи шляхи»                 | Тимофій Хом'як                    | #ПУП (Поетів Українські Пісні)                                  |
| 2020                                    | Дивна Зима (live)                                    | Віталій Буштрюк                   |                                                                 |
| 2020                                    | Побачимося після карантину                           | Віталій Буштрюк                   |                                                                 |
| 2020                                    | Гопниця                                              | Денис Капітуров                   | #ПУП (Поетів Українські Пісні)                                  |
| 2022                                    | Жадан і Собаки та Вертеп «Діти»                      | Вадим Власенко                    | Пісні ТерОборони                                                |
| 2022                                    | Go on home, russian soldiers                         | Вадим Власенко                    | Пісні ТерОборони                                                |
| 2022                                    | Війна не гра (Cover by Eminem)                       | Вадим Власенко                    | Пісні ТерОборони                                                |
| 2022                                    | 4.5.0                                                | Вадим Власенко                    | Пісні ТерОборони                                                |
| 2023                                    | Наші жінки на війні                                  | Вадим Власенко                    | Пісні ТерОборони                                                |
| Невипущено; (знято 23 лютого 2022 року) | Go on home, russian soldiers                         | Вадим Власенко                    | Пісні ТерОборони                                                |
| Режисер(и)                              |                                                      |                                   |                                                                 |

## Фестивалі

#### Деякі з фестивалів
- «Ульот» (Крим, м. Яни Капу)
- «Культурні Герої» (Київ)
- «Вертеп на Вертепі» (Дніпро)
- «Пульс Асфальту» (Київ)
- «Тарас Бульба» (м. Дубно, Рівенської обл.)
- «Флюгери Львова» (Львів)
- ХІІІ Таврійські ігри (Каховка)
- «Фортеця» (Білгород-Дністровський)
- «Шешори» (с. Шешори, Івано-Франківська обл.)
- «ДніпРок» (Дніпро)
- «Нашатир» (Дніпро)
- «Мазепа-Фест» (Полтава)
- «День Незалежності з Махном» (м. Гуляйполе)
- «Фестиваль Вертепів» (м. Івано-Франківськ)
- «Етноеволюція» (с. Космач, Івано-Франківська обл.)
- «Етно-диско вечорниці» (Дніпро)
- «Київські лаври» (Київ)
- «ГОГОЛЬfest 2008», Київський форум видавців, Львівський форум видавців
- «Майjazz» (Дніпро)
- «Рок Січ» (Київ)
- «Чучупака» (Кременчук)
- «Мамай-фест» (Кам'янське)
- «Крутий Заміс» (Холодний Яр)

## Нагороди
- Премія «Артис 2016» в номінації «Музыкальная группа года»[32]